# コード化
コード化（コードか）は、具体的な事項を統計、事務やコンピュータ処理で取り扱い易くするため、これらを記号で表現できるよう体系化することである。データベースを作成するに当たっては、そこで扱う事項をどれだけ良質なコード体系で表現できるかによってデータベースの実用性も左右される。
コード化は以下のような性質を持っていると実用性が高い。
- 取り扱いやすい（長さ、表記法など）
- エラーを検知する、あるいは訂正する仕組みがある
- 重複や同名の別事項が存在しないようになっている
- コードをみただけである程度その指し示すものの内容がわかる
- コードからも具体的な事項からも、容易にお互いを生成することができる

## コード化の例
- 日本十進分類法
- 郵便番号
- 電話番号
- バーコード
- ICD-10